# Corinna Martini
Corinna Martini (Winterberg, 19 giugno 1985) è una slittinista tedesca.

## Biografia
Ha iniziato a gareggiare per la nazionale tedesca nelle varie categorie giovanili nella specialità del singolo, ottenendo una vittoria nella classifica finale della Coppa del Mondo juniores nel singolo nella stagione 2000/01. Ha inoltre conquistato tre medaglie ai campionati mondiali juniores.
A livello assoluto ha esordito in Coppa del Mondo nella stagione 2006/07, ha conquistato il primo podio il 14 gennaio 2007 nel singolo ad Oberhof (3ª) e la prima vittoria il 22 gennaio 2012 nel singolo a Winterberg. In classifica generale come miglior risultato si è piazzata al quarto posto nella specialità del singolo nel 2011/12.
Ai campionati europei ha ottenuto tre medaglie, due nel singolo ed una nella gara a squadre.

## Palmarès

### Europei
- 3 medaglie:
  - 1 argento (singolo a Sigulda 2010);
  - 2 bronzi (gara a squadre a Sigulda 2010; singolo[1] a Paramonovo 2012).

### Mondiali juniores
- 3 medaglie:
  - 1 argento (gara a squadre a Königssee 2003);
  - 2 bronzi (singolo a Königssee 2003; singolo a Calgary 2004).

### Coppa del Mondo
- Miglior piazzamento in classifica generale nel singolo: 4ª nel 2011/12.
- 4 podi (tutti nel singolo):
  - 1 vittoria;
  - 3 terzi posti.

#### Coppa del Mondo - vittorie
| Data            | Luogo      | Paese    | Disciplina |
| --------------- | ---------- | -------- | ---------- |
| 22 gennaio 2012 | Winterberg | Germania | Singolo    |

### Coppa del Mondo juniores
- Vincitrice della Coppa del Mondo juniores nella specialità del singolo nel 2000/01.